# Jan Malíř
Jan Malíř (* 17. srpna 1948, Praha) je český kameraman. V roce 2000 byl vyhlášen kameramanem roku, je kameramanem filmu Musíme si pomáhat, nominovaného na Oscara.

## Filmy
- Faunovo velmi pozdní odpoledne, režie Věra Chytilová (1983)
- Praha – neklidné srdce Evropy (celovečerní dokument, 1984)
- Mahuliena, zlatá panna (1986)
- Šašek a královna (1988)
- Ta naše písnička česká II (1990)
- Tankový prapor, režie Vít Olmer (1991)
- Šakalí léta, režie Jan Hřebejk (1993)
- Učitel tance, režie Jaromil Jireš (1995)
- Lotrando a Zubejda, režie Karel Smyczek (1997)
- Musíme si pomáhat (2000)
- Pupendo (2003)
- Horem pádem (2004)
- Kráska v nesnázích (2006)
- Marcela (dokument Heleny Třeštíkové, 2007)
- Medvídek (2007)
- U mě dobrý (2008)
- Nestyda (2008)
- Dobře placená procházka (2009, záznam divadelního představení)
- Odcházení (2011)
- Konfident (2012)
- Johančino tajemství (2015)
- Hovory s TGM (2018)
- Karel (2020)